# Proclama de Mercedes
La Proclama de Mercedes fue un documento emitido por José Gervasio Artigas el 11 de abril de 1811, desde su cuartel general en la villa de Mercedes, en la Banda Oriental del Río de la Plata. Constituye el primer llamado formal de Artigas a sus compatriotas a incorporarse activamente a la lucha revolucionaria contra el dominio español representado por el gobernador Gaspar de Vigodet y, especialmente, por el virrey Francisco Javier de Elío, entonces instalado en Montevideo. Esta proclama marca un hito en el proceso emancipador del Río de la Plata y es considerada uno de los documentos fundacionales del artiguismo.

## Contexto histórico
Tras el estallido de la Revolución de Mayo de 1810 en Buenos Aires y la consecuente formación de la Primera Junta, la Banda Oriental, todavía bajo control español, comenzó a experimentar movimientos de resistencia. La chispa de la insurrección en el territorio oriental fue el llamado Grito de Asencio, ocurrido el 28 de febrero de 1811, cuando Venancio Benavídez y Pedro Viera tomaron las localidades de Mercedes y Santo Domingo Soriano. En ese marco, Artigas —hasta entonces oficial del Cuerpo de Blandengues— abandonó las filas realistas y se sumó al movimiento revolucionario.
El 6 de marzo de 1811, Artigas cruzó el río Uruguay con un reducido contingente, iniciando una campaña militar en la Banda Oriental. En ese contexto se inscribe la Proclama de Mercedes, dirigida a los habitantes de la campaña oriental y a los patriotas locales, con el objetivo de fortalecer la movilización contra las autoridades realistas instaladas en Montevideo.

## Contenido de la proclama
La proclama, redactada por Artigas y firmada el 11 de abril, cumple varias funciones: convoca a los orientales a sumarse a la causa revolucionaria; legitima la acción militar bajo el amparo de la Junta de Buenos Aires; y acusa directamente a Elío y a su gobierno de tiranía y opresión.
En ella, Artigas afirma que “la Excelentísima Junta os da una prueba nada equívoca del interés que toma en vuestra prosperidad”, en alusión al envío de tropas, municiones y dinero prometidos por Buenos Aires (Proclama de Mercedes disponible en WikiSource). Asimismo, exhorta a la unidad, la obediencia y el sacrificio por la libertad: “vencer o morir sea nuestra cifra”. El documento finaliza con un fuerte tono patriótico y americanista, prefigurando los elementos ideológicos que luego caracterizarían el artiguismo.

## Significado político e ideológico
La Proclama de Mercedes constituye el primer documento político de Artigas luego de su adhesión al movimiento revolucionario. Desde el punto de vista ideológico, ya es posible advertir en el texto la presencia de conceptos que luego serían reiterativos en su pensamiento político: la defensa de los derechos de los pueblos, el rechazo a la tiranía, la exaltación del patriotismo y la idea de una identidad americana.
Según el historiador Carlos Real de Azúa, esta proclama es uno de los primeros momentos en que se manifiesta una “conciencia autonomista de carácter popular, enraizada en las bases rurales de la Banda Oriental” (Ensayos, 1964). Por su parte, el investigador Aníbal Barrios Pintos destaca que se trata de un texto que “ya no es simplemente militar o logístico, sino que tiene una fuerte carga simbólica y política, dirigida a movilizar conciencias” (Historia de los pueblos orientales, 1991).

## Análisis historiográfico
La historiografía oriental ha abordado la Proclama de Mercedes desde múltiples perspectivas. Mientras autores clásicos como Francisco Bauzá y Pablo Blanco Acevedo la interpretan como un instrumento de adhesión a la causa porteña, otros estudios posteriores resaltan su autonomía ideológica.
Eduardo Acevedo en su Historia del Uruguay (1919) sostiene que “la proclama reproduce literalmente los discursos de la Junta de Buenos Aires”, pero el historiador José Pedro Barrán matiza esta postura al señalar que “Artigas toma el lenguaje revolucionario de la Junta, pero lo resignifica con un fuerte contenido local y rural” (Historia de la sensibilidad, 2021).
Más recientemente, Ana Ribeiro ha analizado la proclama como “el primer acto de construcción de una voz propia dentro de la revolución rioplatense”, destacando su estilo retórico elevado y su apelación a valores universales como la justicia, la libertad y la dignidad humana (Artigas en 1811, 2014).

## Legado
La Proclama de Mercedes es considerada uno de los primeros manifiestos revolucionarios del actual territorio uruguayo. En la historiografía nacional, ha sido revalorizada como parte del proceso de construcción de una identidad oriental diferenciada. El 11 de abril es recordado en Uruguay como una fecha clave del ciclo artiguista, y el documento es frecuentemente citado en actos escolares, discursos oficiales y obras académicas.
En 2011, al cumplirse 200 años de su redacción, se realizaron actos conmemorativos en Mercedes y otras localidades de Soriano, reafirmando su valor histórico en la gesta emancipadora de la región.